# Équilibre séculaire

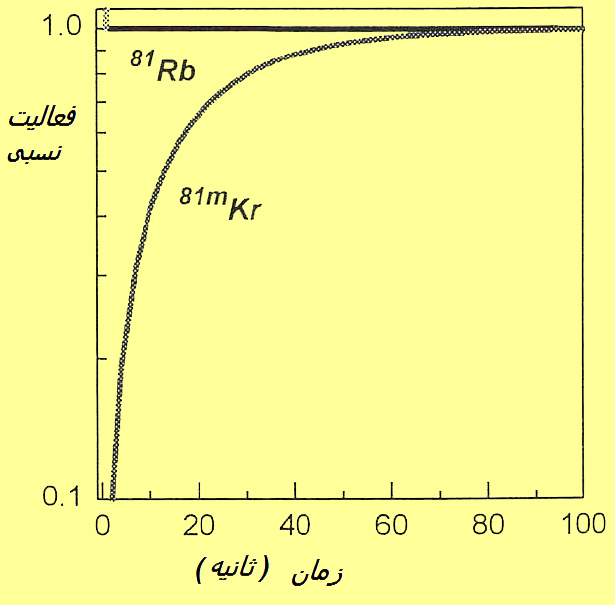
Graphique d'établissement de l'équilibre séculaire entre le rubidium 81 et son isotope-fils le krypton 81m. Cet équilibre peut s'établir parce que la période radioactive du ^{81m}Kr (13 s) est petite devant la période du ^{81}Rb (4,6 h) : au bout d'environ deux minutes (soit environ 10 fois la demi-vie du ^{81m}Kr), l'équilibre s'établit entre la quantité de ^{81m}Kr qui disparaît en raison de sa radioactivité (convertie en ^{81}Kr), et la quantité qui est créée par désintégration du ^{81}Rb.

En physique nucléaire, l'équilibre séculaire est une situation où la quantité d'un radioisotope reste constante du fait que son taux de production (dû, par exemple à la désintégration d'un isotope-parent) est égal à son taux de désintégration ; dans le cas contraire on parle de déséquilibre radioactif.

## Régime transitoire et régime permanent

### Lois d'évolution
Soit P (« père ») un noyau radioactif de constante radioactive λP et F (« fils ») le noyau résultant de sa désintégration, lui-même radioactif de constante λF (>> λP). On désignera par [P] et [F] le nombre de noyaux P et F présents dans un échantillon, ou bien leurs concentrations molaires (exprimées par exemple en mol/kg).
- Si le père est non radiogénique son taux de création est nul, et son taux de destruction est par ailleurs donné par la loi de décomposition radioactive :
{\displaystyle {\frac {\mathrm {d[P]} }{\mathrm {d} t}}=-\lambda _{\mathrm {P} }[P]}.
- Le taux de création de F est λP [P] et son taux de destruction λF [F], d'où le bilan :
{\displaystyle {\frac {\mathrm {d[F]} }{\mathrm {d} t}}=\lambda _{\mathrm {P} }[P]-\lambda _{\mathrm {F} }[F]}.
- Dans le cas d'une chaîne de désintégration on a de même, pour un descendant intermédiaire Dn (fils de Dn−1 et père de Dn+1) :
{\displaystyle {\frac {\mathrm {d[D} _{n}]}{\mathrm {d} t}}=\lambda _{n-1}[\mathrm {D} _{n-1}]-\lambda _{n}[\mathrm {D} _{n}]}.

### Équilibre séculaire
La quantité (ou la concentration) de F est constante ({\displaystyle {\mathrm {d[F]} }/{\mathrm {d} t}=0}) si (2e équation ci-dessus) :
{\displaystyle \lambda _{\mathrm {P} }[P]=\lambda _{\mathrm {F} }[F]},
donc si les activités de P et F sont égales. Comme les constantes radioactives λP et λF sont inversement proportionnelles aux demi-vies correspondantes TP et TF, le résultat précédent peut être écrit sous la forme :
{\displaystyle {\frac {\mathrm {[F]} }{\mathrm {[P]} }}={\frac {T_{\mathrm {F} }}{T_{\mathrm {P} }}}}.
Dans le cas d'une chaîne de désintégration on a de même, à l'équilibre (3e équation de la section précédente) :
{\displaystyle \lambda _{n-1}[\mathrm {D} _{n-1}]=\lambda _{n}[\mathrm {D} _{n}]}  donc  {\displaystyle {\frac {[\mathrm {D} _{n}]}{[\mathrm {D} _{n-1}]}}={\frac {T_{n}}{T_{n-1}}}}
où Dn−1 et Dn sont deux descendants successifs, λn−1 et λn leurs constantes de désintégration, et Tn−1 et Tn leurs demi-vies.

### Temporalité
Quand la période (T) du « père » est très nettement supérieure à celle des « fils », les activités des différents fils se mettent à l’équilibre avec celle du père. Autrement dit, le rapport entre la concentration d'un fils et celle du père devient égal au rapport de leurs demi-vies.
L'équilibre séculaire d'une chaîne de désintégration est atteint après un temps égal à environ 10 fois la période du fils dont la période est la plus longue : ex :
- 234U (T = 2,46 × 105 ans) est le fils de plus longue période dans la chaîne de 238U (T = 4,47 × 109 ans) ; l'équilibre séculaire est donc atteint après plus de deux millions d'années
- 228Ra (T = 5,75 ans) est à considérer pour la chaîne du 232Th (T = 1,40 × 1010 ans), l'équilibre séculaire est atteint après un demi-siècle environ.

En considérant que les activités de tous les descendants sont alors égales à l'activité de l'isotope tête de filiation, l’erreur commise est inférieure à 1 %.
L'établissement de l'équilibre séculaire explique pourquoi la radioactivité d'un échantillon peut augmenter avec le temps. Par exemple, un gramme d'uranium 238 pur présente une radioactivité de 12 434 Bq. Au bout d'un an se sont formées dans l'échantillon des quantités significatives de 234Th et 234mPa (de périodes radioactives inférieures à un mois), qui ont atteint leur équilibre séculaire avec l'uranium et présentent donc la même activité, alors que la quantité totale d'uranium 238 n'a pas diminué significativement : la radioactivité totale de l'échantillon est alors de 3 × 12 434 = 37 302 Bq. Au bout de 2,5 millions d'années (environ dix fois la période de l'uranium 234), l'équilibre séculaire de la chaîne complète est atteint : l'activité de l'uranium 238 est alors égale à celle de chacun de ses treize descendants (on néglige le 234Pa, qui représente un mode de désintégration très minoritaire). L'activité totale de l'échantillon d'un gramme est alors de plus de 174 000 Bq, soit 14 fois l'activité initiale.

## Règlementation
Une directive européenne  précise les différents équilibres séculaires à considérer pour les évaluations dosimétriques portant sur la population et les travailleurs exposés à la radioactivité.

### Équilibres séculaires à considérer
Source IRSN
| Père     | Radionucléides descendants en équilibre                                                          | Isotope fils stable    |
| -------- | ------------------------------------------------------------------------------------------------ | ---------------------- |
| 90Sr+    | 90Y                                                                                              | 90Zr                   |
| 137Cs+   | 137mBa                                                                                           | 137Ba                  |
| 238U+    | 234Th, 234mPa                                                                                    | cf. 238Usec            |
| 226Ra+   | 222Rn, 218Po, 214Pb, 214Bi, 214Po, 210Pb, 210Bi, 210Po                                           | cf. 238Usec            |
| 210Pb+   | 210Bi, 210Po                                                                                     | cf. Uranium 238238Usec |
| 228Ra+   | 228Ac                                                                                            | cf. 232Thsec           |
| 228Th+   | 224Ra, 220Rn, 216Po, 212Pb, 212Bi, 208Tl, 212Po                                                  | cf. 232Thsec           |
| 238Usec  | 234Th, 234mPa, 234Pa, 234U, 230Th, 226Ra, 222Rn, 218Po, 214Pb, 214Bi, 214Po, 210Pb, 210Bi, 210Po | 206Pb                  |
| 232Thsec | 228Ra, 228Ac, 228Th, 224Ra, 220Rn, 216Po, 212Pb, 212Bi, 208Tl, 212Po                             | 208Pb                  |